# Club Universidad Técnica de Cajamarca
Club Universidad Técnica de Cajamarca (UTC) ist ein peruanischer Fußballverein aus der Stadt Cajamarca in der Region Cajamarca. Der Verein wurde 1964 als Universitätsteam gegründet und spielt in der Primera División.

## Geschichte
Der Verein wurde offiziell am 14. Juli 1964 von Oswaldo Silva Marín und Wílder Tejada Arribasplata, Angestellten der Universidad Técnica de Cajamarca (Technische Universität Cajamarca), heute bekannt als Universidad Nacional de Cajamarca (Nationale Universität Cajamarca), mit dem Ziel gegründet, der Universität einen Platz in der lokalen Fußballliga zu verschaffen. Eine Fußballmannschaft hatte die Universität bereits davor schon. 1981 gewann der Verein die Copa Perú und durfte im Jahr darauf an der höchsten nationalen Spielklasse teilnehmen. 1985 gelang durch die Vizemeisterschaft die Qualifikation für die Copa Libertadores 1986, wo der Verein in der Gruppenphase ausschied. Nach dem Abstieg 1992 dauerte es bis 2012, bevor durch einen erneuten Gewinn der Copa Perú wieder die höchste Spielklasse erreicht werden konnte.

## Erfolge
- Copa Perú: 1981, 2012